# Zdeněk Miler

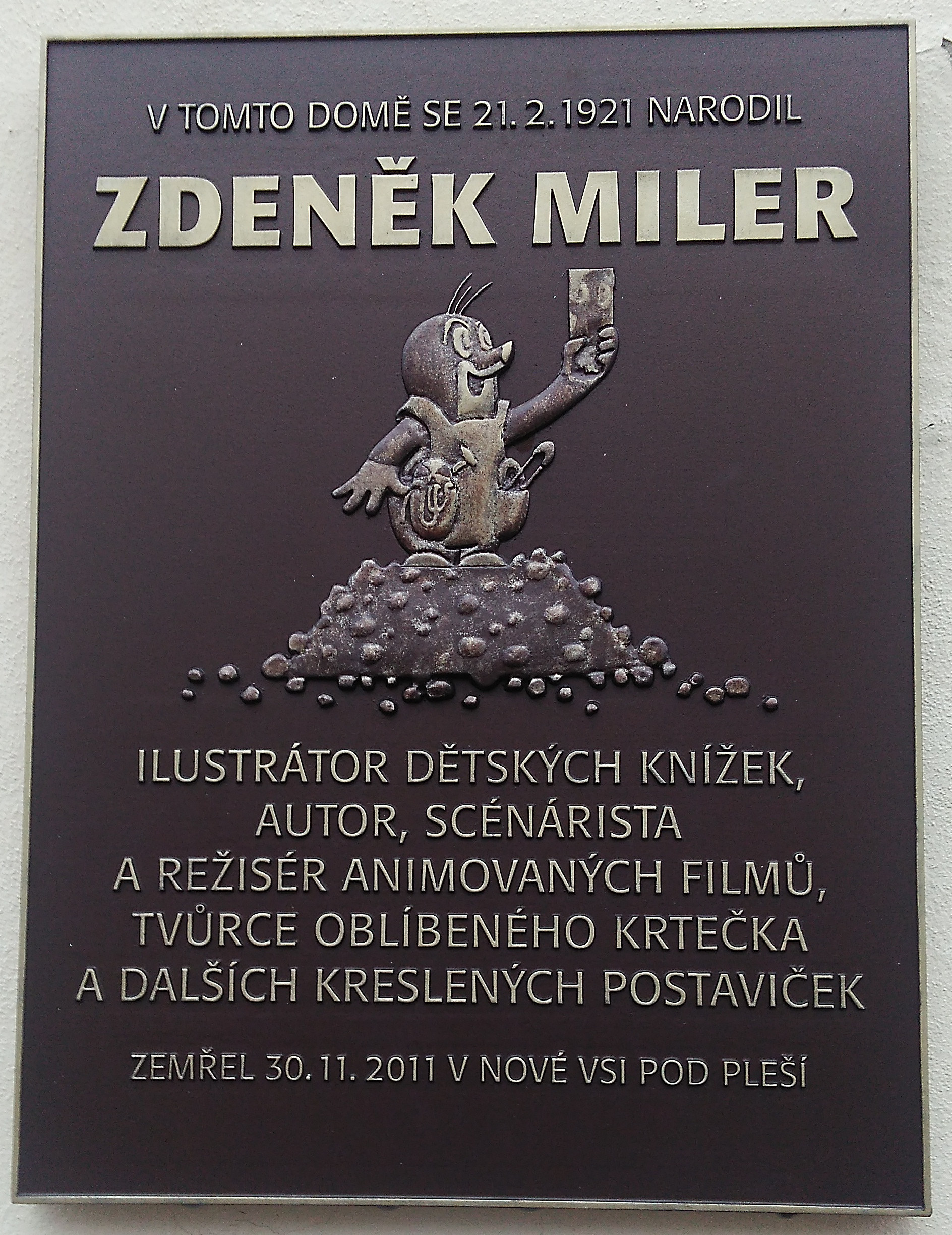
Tablica upamiętniająca Zdenka Milera na jego rodzinnym domu

Zdeněk Miler (ur. 21 lutego 1921 w Kladnie, zm. 30 listopada 2011 w Novej Vsi pod Pleší) – czeski reżyser, scenarzysta i rysownik, twórca filmów animowanych. Twórca m.in. Krecika – bohatera kreskówek dla dzieci.

## Życiorys
Studiował w wyższej szkole artystycznoprzemysłowej w Pradze. Początkowo zamierzał jedynie malować obrazy, od roku 1942 zaczął pracować jako animator w studiach filmowych w Zlinie. W roku 1945 przeszedł do studia Bratři v triku, kierowanego przez Jiříego Trnkę. Pracował jako animator, scenarzysta i reżyser artystyczny, a także zaczął pisać opowiadania. Pierwszym jego samodzielnym filmem był „O milionerze, który ukradł słońce”.
W latach pięćdziesiątych dostał zadanie stworzenia edukacyjnego filmu o tym jak powstaje płótno. Ponieważ nie spodobał mu się otrzymany scenariusz (który zawierał same opisy maszyn, technologii itd.), zdecydował, że scenariusz napisze sam, a przez cały film dzieci prowadzić będzie jakieś sympatyczne zwierzątko, któremu dzieci będą wierzyć. Wówczas powstał Krecik. Prace nad filmem animowanym „Jak Krecik dostał nowe spodenki” trwały dwa lata i powiodły się. W 1956 na festiwalu w Wenecji dostał nagrodę Weneckiego Lwa, a następnie nagrodę na festiwalu w Montevideo. Od 1982 wybrane scenariusze tworzyła wspólnie z nim Hana Doskočilová.
W 2006 został odznaczony Medalem Za zasługi I stopnia.

## Twórczość
Miler stworzył prawie 70 filmów, z czego ok. 50 o Kreciku.

### Krecik
- Jak Krecik dostał spodenki (Jak krtek ke kalhotkám přišel) – 1956
- Krecik i samochód (Krtek a autíčko) – 1963
- Krecik i rakieta (Krtek a raketa) – 1965
- Krecik i tranzystor (Krtek a tranzistor) – 1968
- Krecik i zielona gwiazda (Krtek a zelená hvězda) – 1969
- Krecik i guma do żucia (Krtek a žvýkačka) – 1969
- Krecik w ZOO (Krtek v Zoo) – 1969
- Krecik ogrodnikiem (Krtek zahradníkem) – 1969
- Krecik i jeżyk (Krtek a ježek) – 1970
- Krecik i lizak (Krtek a lízátko) – 1970
- Krecik i telewizor (Krtek a televizor) – 1970
- Krecik i parasol (Krtek a paraplíčko) – 1971
- Krecik malarzem (Krtek malířem) – 1972
- Krecik chemikiem (Krtek chemikem) – 1974
- Krecik i muzyka (Krtek a muzika) – 1974
- Krecik i telefon (Krtek a telefon) – 1974
- Krecik i zapałki (Krtek a zápalky) – 1974
- Krecik zegarmistrzem (Krtek hodinářem) – 1974
- Krecik i dywan (Krtek a koberec) – 1974
- Krecik fotografem (Krtek fotografem) – 1975
- Krecik i buldożer (Krtek a buldozer) – 1975
- Krecik i jajo (Krtek a vejce) – 1975
- Krecik i karnawał (Krtek a karneval) – 1975
- Krecik i Święta (Krtek o vánocích) – 1975
- Krecik na pustyni (Krtek na poušti) – 1975
- Krecik w mieście (Krtek ve městě) – 1982
- Krecik we śnie (Krtek ve snu) – 1984
- Krecik i lekarstwo (Krtek a medicina) – 1987
- Krecik gwiazdą filmową (Krtek filmová hvězda) – 1988
- Krecik i orzeł (Krtek a orel) – 1992
- Krecik i zegar (Krtek a hodiny) – 1994
- Krecik i przyjaciele (Krtek a kamarádi) – 1995
- Krecik i kaczuszki (Krtek a kachničky) – 1995
- Krecik i węgiel (Krtek a uhlí) – 1995
- Krecik i urodziny (Krtek a oslava) – 1995
- Krecik i robot (Krtek a robot) – 1995
- Krecik i weekend (Krtek a weekend) – 1995
- Krecik i grzyby (Krtek a houby) – 1997
- Krecik i bałwanek (Krtek a sněhulák) – 1997
- Krecik i mama (Krtek a maminka) – 1997
- Krecik i metro (Krtek a metro) – 1997
- Krecik i zajączek (Krtek a zajíček) – 1997
- Krecik i myszka (Krtek a myška) – 1997
- Krecik i balonik (Krtek a balonek) – 1998
- Krecik i flet (Krtek a flétna) – 1999
- Krecik i źródło (Krtek a pramen) – 1999
- Krecik i maruder (Krtek a šťoura) – 1999
- Krecik i rybka (Krtek a rybka) – 2000
- Krecik i jaskółka (Krtek a vlaštovka) – 2000
- Krecik i żabka (Krtek a žabka) – 2002

### Świerszczyk
- Świerszczyk i maszyna (Cvrček a stroj) – 1978
- Świerszczyk i pająk (Cvrček a pavouk) – 1978
- Świerszczyk i skrzypce (Cvrček a housličky) – 1978
- Świerszczyk i kurczak (Cvrček a slepice) – 1979
- Świerszczyk i piła (Cvrček a pila) – 1979
- Świerszczyk i Bombardon (Cvrček a bombardón) – 1979
- Świerszczyk i bas (Cvrček a basa) – 1979

### O szczeniaku
- Jak štěňátko dostalo chuť na med – 1960
- O štěňátku – 1960
- Jak štěňátko chtělo malé pejsky – 1960
- Jak sluníčko vrátilo štěňátku vodu – 1960

### Inne filmy
- O milionáři, který ukradl slunce – 1948
- Měsíční pohádka – 1958
- O nejbohatším vrabci na světě – 1961
- Ruda stopa – 1963
- O Čtverečkovi a Trojúhelníčkovi – 1963
- Sametka – 1967
- Romance helgolandská – 1977